# Kyle Bekker
Kyle Bekker (Oakville, 2 settembre 1990) è un calciatore canadese, centrocampista del Forge.

## Carriera

### Club

#### Gli inizi
Da bambino, giocò per gli Oakville Rovers. Nel 2004 e nel 2005, fu in forza agli Oakville Bluestars.

#### Professionismo
Il 6 gennaio 2013, ha firmato per la Major League Soccer. Al MLS SuperDraft 2013, è stato scelto dal Toronto. Ha debuttato in campionato nella sconfitta per 1-0 contro i Vancouver Whitecaps.
Dopo una breve apparizione con i Dallas, con cui colleziona solo due presenze, approda ai Montréal Impact con i quali colleziona 22 presenze e due reti in MLS.
L’anno successivo arriva ai San Francisco Deltas con i quali gioca 30 partite e conquista la NASL II 2017.
Il 6 febbraio 2018 passa al North Carolina FC, dove disputa una sola stagione prima di passare al Forge FC, squadra della neonata Canadian Premier League.

### Nazionale
Bekker gioca per il Canada dal 2013. È stato convocato per la Gold Cup 2013.

## Statistiche

### Presenze e reti nei club
Statistiche aggiornate al 19 settembre 2020.
| Stagione       | Club                 | Campionato | Campionato | Campionato | Coppe nazionali | Coppe nazionali | Coppe nazionali | Coppe continentali | Coppe continentali | Coppe continentali | Supercoppe | Supercoppe | Supercoppe | Totale | Totale |
| Stagione       | Club                 | Comp       | Pres       | Reti       | Comp            | Pres            | Reti            | Comp               | Pres               | Reti               | Comp       | Pres       | Reti       | Pres   | Reti   |
| -------------- | -------------------- | ---------- | ---------- | ---------- | --------------- | --------------- | --------------- | ------------------ | ------------------ | ------------------ | ---------- | ---------- | ---------- | ------ | ------ |
| 2013           | Toronto              | MLS        | 9          | 0          | CC              | 2               | 0               | -                  | -                  | -                  | -          | -          | -          | 11     | 0      |
| 2014           | Toronto              | MLS        | 20         | 0          | CC              | 4               | 0               | -                  | -                  | -                  | -          | -          | -          | 24     | 0      |
| gen.-lug. 2015 | Dallas               | MLS        | 2          | 0          | USOC            | 0               | 0               | -                  | -                  | -                  | -          | -          | -          | 2      | 0      |
| lug.-dic. 2015 | Impact de Montréal   | MLS        | 4          | 1          | CC              | -               | -               | -                  | -                  | -                  | -          | -          | -          | 4      | 1      |
| 2016           | Impact de Montréal   | MLS        | 18         | 1          | CC              | 2               | 0               | -                  | -                  | -                  | -          | -          | -          | 20     | 1      |
| 2017           | San Francisco Deltas | NASL       | 30         | 3          | USOC            | 2               | 1               |                    | -                  | -                  |            | -          | -          | 32     | 4      |
| 2018           | North Carolina       | USL        | 33         | 7          | USOC            | 3               | 0               |                    | -                  | -                  |            | -          | -          | 36     | 7      |
| 2019           | Forge                | CPL        | 28         | 4          | CC              | 2               | 1               | -                  | -                  | -                  | -          | -          | -          | 30     | 5      |
| 2020           | Forge                | CPL        | 10         | 3          | CC              | -               | -               | -                  | -                  | -                  | -          | -          | -          | 10     | 3      |
| Totale         | Totale               | Totale     | 154        | 19         |                 | 15              | 2               |                    | -                  | -                  |            | -          | -          | 169    | 21     |

### Cronologia presenze e reti in nazionale
| Cronologia completa delle presenze e delle reti in nazionale ― Canada | Cronologia completa delle presenze e delle reti in nazionale ― Canada | Cronologia completa delle presenze e delle reti in nazionale ― Canada | Cronologia completa delle presenze e delle reti in nazionale ― Canada | Cronologia completa delle presenze e delle reti in nazionale ― Canada | Cronologia completa delle presenze e delle reti in nazionale ― Canada | Cronologia completa delle presenze e delle reti in nazionale ― Canada | Cronologia completa delle presenze e delle reti in nazionale ― Canada |
| Data                                                                  | Città                                                                 | In casa                                                               | Risultato                                                             | Ospiti                                                                | Competizione                                                          | Reti                                                                  | Note                                                                  |
| --------------------------------------------------------------------- | --------------------------------------------------------------------- | --------------------------------------------------------------------- | --------------------------------------------------------------------- | --------------------------------------------------------------------- | --------------------------------------------------------------------- | --------------------------------------------------------------------- | --------------------------------------------------------------------- |
| 26-1-2013                                                             | Tucson                                                                | Canada                                                                | 0 – 4                                                                 | Danimarca                                                             | Amichevole                                                            | -                                                                     |                                                                       |
| 29-1-2013                                                             | Houston                                                               | Stati Uniti                                                           | 0 – 0                                                                 | Canada                                                                | Amichevole                                                            | -                                                                     |                                                                       |
| 22-3-2013                                                             | Doha                                                                  | Giappone                                                              | 2 – 1                                                                 | Canada                                                                | Amichevole                                                            | -                                                                     |                                                                       |
| 25-3-2013                                                             | Doha                                                                  | Canada                                                                | 0 – 2                                                                 | Bielorussia                                                           | Amichevole                                                            | -                                                                     |                                                                       |
| 28-5-2013                                                             | Edmonton                                                              | Canada                                                                | 0 – 1                                                                 | Costa Rica                                                            | Amichevole                                                            | -                                                                     |                                                                       |
| 12-7-2013                                                             | Seattle                                                               | Messico                                                               | 2 – 0                                                                 | Canada                                                                | Gold Cup 2013 - 1º turno                                              | -                                                                     | 82’                                                                   |
| 14-7-2013                                                             | Colorado                                                              | Canada                                                                | 0 – 0                                                                 | Panama                                                                | Gold Cup 2013 - 1º turno                                              | -                                                                     | 81’                                                                   |
| 8-9-2013                                                              | Miami                                                                 | Canada                                                                | 0 – 0                                                                 | Mauritania                                                            | Amichevole                                                            | -                                                                     | 71’                                                                   |
| 15-10-2013                                                            | Fulham                                                                | Canada                                                                | 0 – 3                                                                 | Australia                                                             | Amichevole                                                            | -                                                                     | 64’                                                                   |
| 15-11-2013                                                            | Olomouc                                                               | Rep. Ceca                                                             | 2 – 0                                                                 | Canada                                                                | Amichevole                                                            | -                                                                     | 73’                                                                   |
| 19-11-2013                                                            | Celje                                                                 | El Salvador                                                           | 1 – 0                                                                 | Canada                                                                | Amichevole                                                            | -                                                                     | 68’                                                                   |
| 10-9-2014                                                             | Toronto                                                               | Canada                                                                | 3 – 1                                                                 | Giamaica                                                              | Amichevole                                                            | -                                                                     | 46’                                                                   |
| 19-11-2014                                                            | Panama                                                                | Panama                                                                | 0 – 0                                                                 | Canada                                                                | Amichevole                                                            | -                                                                     | 84’                                                                   |
| 27-3-2015                                                             | Fort Lauderdale                                                       | Canada                                                                | 1 – 0                                                                 | Guatemala                                                             | Amichevole                                                            | -                                                                     | 84’                                                                   |
| 31-3-2015                                                             | Bayamón                                                               | Porto Rico                                                            | 0 – 3                                                                 | Canada                                                                | Amichevole                                                            | -                                                                     | 46’                                                                   |
| 9-7-2015                                                              | Los Angeles                                                           | El Salvador                                                           | 0 – 0                                                                 | Canada                                                                | Gold Cup 2015 - 1º turno                                              | -                                                                     | 88’                                                                   |
| 6-2-2016                                                              | Panama                                                                | Stati Uniti                                                           | 1 – 0                                                                 | Canada                                                                | Amichevole                                                            | -                                                                     | 46’                                                                   |
| 22-1-2017                                                             | Bermuda                                                               | Bermuda                                                               | 2 – 4                                                                 | Canada                                                                | Amichevole                                                            | -                                                                     | 84’                                                                   |
| Totale                                                                |                                                                       | Presenze                                                              | 18                                                                    |                                                                       | Reti                                                                  | 0                                                                     |                                                                       |

## Palmarès

### Club

#### Competizioni nazionali
- Campionato NASL II: 1

San Francisco Deltas: 2017
- Canadian Premier League: 4

Forge: 2019, 2020, 2022, 2023